# Osmium(VI)fluoride
Osmium(VI)fluoride is een anorganische verbinding van fluor met osmium, met als brutoformule OsF6. De stof komt voor als gele kristallen.

## Synthese
Osmium(VI)fluoride kan bereid worden door een reactie van moleculair fluor en osmium bij 300 °C:
{\displaystyle \mathrm {Os\ +\ 3\ F_{2}\ \longrightarrow \ OsF_{6}} }

## Kristalstructuur
Osmium(VI)fluoride neemt een octaëdrische structuur aan, in overeenstemming met de VSEPR-theorie. Het bezit het een orthorombisch kristalstelsel en behoort tot ruimtegroep Pnma. De parameters van de eenheidscel bedragen (gemeten bij −140 °C):
- a = 938,7 pm
- b = 854,3 pm
- c = 494,4 pm

De bindingslengte Os-F bedraagt 182,7 pm.